# لیاناگودا
لیاناگودا (به لاتین: Liyanagoda) یک منطقهٔ مسکونی در سری‌لانکا است که در استان جنوبی (سری‌لانکا) واقع شده‌است.